# Plourin
Plourin-lès-Morlaix (tiếng Breton: Plourin-Montroulez) là một xã của tỉnh Finistère, thuộc vùng Bretagne, miền tây bắc Pháp.

## Dân số
Người dân ở Plourin-lès-Morlaix được gọi là Plourinois.